# سوني بايك
سوني بايك (بالإنجليزية: Sonny Pike)‏ هو لاعب كرة قدم بريطاني، ولد في 1983 في إنجلترا في المملكة المتحدة. لعب مع أياكس أمستردام وستيفيناغ بوروه ونادي إنفيلد ونادي بارنت ونادي ليتون أورينت.